# Kennedia procurrens
Kennedia procurrens är en ärtväxtart som beskrevs av George Bentham. Kennedia procurrens ingår i släktet Kennedia och familjen ärtväxter. Inga underarter finns listade i Catalogue of Life.